# Łysiak na łamach
Łysiak na łamach – książka Waldemara Łysiaka wydana nakładem Ludowej Spółdzielni Wydawniczej w 1988 roku, zawierająca artykuły i felietony publikowane przez autora w różnych pismach. Teksty podzielone są na następujące działy tematyczne: 
- Architektura i budownictwo,
- Ochrona i konserwacja zabytków,
- Szkolnictwo,
- Lechistan w oczach Zachodu,
- Historia Polski,
- Varia historyczne,
- Varia krytyczne,
- Polemiki,
- Szyderstwa,
- Rozmowy,
- Wywiady.

Dane o książce

Książka liczy 368 stron, a nakład 49650+350 egzemplarzy, ISBN 83-205-3709-6.